# 근방에 히어로가 너무 많사오니
《근방에 히어로가 너무 많사오니》는 황금가지에서 2018년 출간한 앤솔러지 단편소설집이다. 《이웃집 슈퍼히어로》(2015)의 후속 기획으로 마찬가지로 슈퍼히어로를 소재로 한 단편집이다. 장강명, 김보영, 임태운, dcdc, 구병모, 이수현, 곽재식, 듀나가 참여하였다.

## 수록 작품

### 알골
작가: 장강명
알골로 지칭되며 한날 한시에 출연한 초인 셋, 우주에서 태어났다고 알려진 이들은 각성 중 일으킨 세 건의 대형 사고 후, 화성궤도에 몸을 숨긴다. 작가로서 그들과 만나기 위해 떠난 나는, 화성궤도 위에서 기이한 장면을 목격한다.

### 근방에 히어로가 너무 많사오니
작가: 임태운
평범한 공익근무요원이지만 위기시 강력한 힘을 자랑하는 마포구의 리얼맨으로 활약중인 박우람. 그는 요즘 히어로앱에서 자신의 놀라운 활약에도 불구하고 별점이 떨어지는 문제로 노심초사하고 있었다. 그 와중에 슈퍼히어로들이 능력을 삭제한다는 '리무버'라는 빌런에 대한 소문이 돌고, 박우람은 '리무버'의 실체를 찾아내려 단서를 수집하는데...

### 저격수와 감적수의 관계
작가: 이수현
초인으로 구성된 특수구조팀 김세이와 안지안은 통영 케이블카 사고 현장에 순간 이동으로 도착한다. 케이블카 안에 갇힌 심혈관 환자를 구조하라는 임무지만, 순간이동의 제약 조건 때문에 구조 작업은 난관에 봉착한다.

### 웨이큰
작가: 구병모
가상 테마파크 익스피리언스 파크에 체험학습을 온 초등학생들이 해커가 만들어낸 가상의 테러범 공격으로 졸지에 인질이 되고만다. 이들을 구출하기 위해 가상세계로 구조대가 투입되고, 이들은 데이터에 불과한 테러범들의 공격에 총상을 입는데.

### 영웅도전(英雄盜傳)
작가: 곽재식
장보고가 세상을 뜨자 바다에 해적들이 난립하기 시작한다. 해적 중 오직 관청과 부유한 진골의 재물만 훔쳐 가난한 이들에게 나눠주어 의적으로 널리 이름 알려진 '영웅도'는 청해진 북보에 있는 창고를 공격한다. 그러나 창고를 지켜야 할 병사들은 온데간데 없고 겁에 질린 한 남자가 밧줄로 자신의 몸을 꽁꽁 묶은 채 그를 기다리고 있었다.

### 캘리번
작가: 듀나
적사병으로 모든 생명체가 기괴하게 변해버린 대구, 한 소년이 죽을 위기에서 가까스로 목숨을 건진다. 그를 구한 건 자신을 '블루 스펙터스'의 일원이며, 지역 탐색과 연구, 생존자 구출을 위해 왔다는 십여 명의 사람들이었다.

### 주폭천사괄라전
작가: dcdc
편의점 알바인 나는 술만 마시면 괴력을 발휘하는 여자친구를 둔 덕에 형사에게 취조를 받는다. 그는 내가 유일한 보호자라며, 여자친구의 난동 때문에 많은 사람이 죽을 수 있다고, 그녀를 말려달라고 하는데...

### 로그스 갤러리, 종로
작가: 김보영
수십 건의 테러를 했다는 이유로 대중의 표적이 된 초인 '번개', 빛의 속도로 움직이는 그는, 국가 기물에 조롱하는 낙서를 남겼다는 이유로 악당 취급을 받으며 10억의 현상금이 걸린다. 빙결 능력자인 '서리'는 현상금에 관심을 갖고, 번개를 잡기 위해 계획을 세운다.